# Martin NBS-1
Martin NBS-1 – amerykański samolot bombowy z okresu międzywojennego, wersja rozwojowa bombowca Martin MB-1, drugi i ostatni amerykański samolot z początkowym oznaczeniem „MB” (multiple bomber - „wielosilnikowy bombowiec”), a zarazem pierwszy amerykański bombowiec nocny noszący oznaczenie „NBS” (night bombardment, short range - „bombowiec nocny krótkiego zasięgu”).
W porównaniu ze swoim poprzednikiem główne różnice polegały na zmianie położenia silników - w MB-1 były one zawieszone pomiędzy skrzydłami a w NBS-1 zostały zamontowane na dolnym skrzydle, uproszczonej konstrukcji podwozia, zwiększono także powierzchnię skrzydeł i wzmocniono ich konstrukcję. W porównaniu z MB-1, NBS-1 był powolniejszy i mniej zwrotny ale mógł unieść większy ładunek bomb. Pierwszych 10 egzemplarzy zostało zbudowanych w fabryce Martina w Cleveland, a następnych 50 w zakładach Curtissa które wygrały przetarg na ich produkcję. Zamówienie na kolejne 35 egzemplarzy zostało zrealizowane w L.W.F. (Lowe, Willard, and Fowler) Engineering Company w Nowym Jorku, a ostatnie 25 samolotów powstało w zakładach Aeromarine Plane and Motor Co. w New Jersey.
Ostatnie 20 egzemplarzy zostało wyposażone w turbosprężarki, które znacznie poprawiły osiągi silników na dużych wysokościach i podniosło pułap praktyczny NBS-1 do 7724 metrów, było to pierwsze seryjnie produkowane samoloty z silnikami wyposażonymi w turbosprężarki, jednak w praktyce okazały się one być bardzo zawodne.
21 lipca 1921 NBS-1 zostały użyte w ćwiczenia demonstrujących praktyczne zagrożenie jakie stanowiło lotnictwo dla dużych okrętów, wyposażone w specjalnie do tego celu zaprojektowane bomby 2000 funtowe samoloty zatopiły ex-niemiecki krążownik USS „Ostfriesland”.